# Калинино (Баймакский район)
Кали́нино (баш. Калинин) — деревня в республике Башкортостан Российской Федерации, входит в состав Сибайского сельсовета Баймакского района.
С 2005 года имеет современный статус.

## География
Рядом протекают реки Туяляс и Карагайлы.

### Географическое положение
Расстояние до:
- районного центра (Баймак): 47 км,
- центра сельсовета (Старый Сибай): 12 км,
- ближайшей железнодорожной станции (Сибай): 6 км.

### Улицы
- Надькина,
- Караваева,
- Школьная

## История
Основана переселенцами-староверами из Оренбургской области в 1913 году на территории Орского уезда. Жители держали скот, сеяли ячмень, горох, пшеницу. В 1930 год колхоз назвали Калининским в честь председателя Президиума Верховного Совета СССР Михаила Ивановича Калинина. В 1932 году основана начальная школа.
Статус деревни село получило согласно Закону Республики Башкортостан от 20 июля 2005 года № 211-з «О внесении изменений в административно-территориальное устройство Республики Башкортостан в связи с образованием, объединением, упразднением и изменением статуса населенных пунктов, переносом административных центров», ст.1:

6. Изменить статус следующих населенных пунктов, установив тип поселения — деревня:

5) в Баймакском районе:…

г) села Калинино Сибайского сельсовета

## Топоним
Основан (1913) как хутор Староверово, в 1920 году хутор Ново‑Сибаевский, с 1939 года современное название (по названию колхоза имени Калинина).

## Население
| 2002 | 2009 | 2010 |
| ---- | ---- | ---- |
| 357  | ↗416 | ↘388 |

Национальный состав
Согласно переписи 2002 года, преобладающие национальности: русские (45 %) и башкиры (43 %).

## Инфраструктура
Личное подсобное хозяйство. Основная школа, фельдшерско‑акушерский пункт, клуб, библиотека.